# EWHL Euro Cup
La EWHL Euro Cup (fino al 2024, EWHL Super Cup è una competizione di hockey su ghiaccio femminile a carattere sovranazionale, organizzata dalla European Women's Hockey League.

## Storia
La competizione nacque nel 2011, allo scopo di consentire alle migliori squadre della EWHL di confrontarsi con le migliori squadre dei campionati tedesco e svizzero.
Inizialmente, erano qualificate alla competizione le prime due classificate delle stagioni precedenti dei tre tornei. In caso di rinunce, le squadre rinunciatarie potevano essere sostituite da squadre peggio classificate oppure provenienti da un altro campionato, o non essere affatto sostituite.
Nel 2024 il torneo è stato rinominato Euro Cup.

## Albo d'oro e partecipanti
| Edizione  | Partecipanti                                  | Dall'EWHL | Dal campionato tedesco                                           | Da altri campionati                           | Podio                                         | Podio                                                                       | Podio                                                                       |
| Edizione  | Partecipanti                                  | Dall'EWHL | Dal campionato tedesco                                           | Da altri campionati                           | Primo posto                                   | Secondo posto                                                               | Terzo posto                                                                 |
| --------- | --------------------------------------------- | --- | ---------------------------------------------------------------- | --------------------------------------------- | --------------------------------------------- | --------------------------------------------------------------------------- | --------------------------------------------------------------------------- |
| 2011-2012 | 5                                             | EHV Sabres Wien (1°) HC Slovan Bratislava (2°)                                                                              | ESC Planegg/Würmtal (1°) OSC Berlin (2°)                         | ZSC Lions (1°)                                | ESC Planegg/Würmtal                           | ZSC Lions                                                                   | HC Slovan Bratislava                                                        |
| 2012-2013 | 6                                             | EHV Sabres Wien (1°) HK Pantera Minsk (3°) DEC Salzburg Eagles (6°)                                                         | ESC Planegg/Würmtal (1°) ECDC Memmingen (2°)                     | ZSC Lions (1°)                                | ZSC Lions                                     | HK Pantera Minsk                                                            | ESC Planegg/Würmtal                                                         |
| 2013-2014 | 4                                             | EHV Sabres Wien (2°) Austrian Select ()                                                                                     | ESC Planegg/Würmtal (1°) ECDC Memmingen (2°)                     | -                                             | ESC Planegg/Würmtal                           | ECDC Memmingen                                                              | EHV Sabres Wien                                                             |
| 2014-2015 | 6                                             | EV Bozen Eagles (1°) EHV Sabres Wien (3°) Austrian Select ()                                                                | ESC Planegg/Würmtal (1°) ECDC Memmingen (2°)                     | ZSC Lions (2°)                                | EHV Sabres Wien                               | ESC Planegg/Würmtal                                                         | Austrian Select                                                             |
| 2015-2016 | 8                                             | EHV Sabres Wien (1°) Austrian Select () SKP Bratislava (4°) KMH Budapest (5°)                                               | ESC Planegg/Würmtal (1°) ECDC Memmingen (2°) ERC Ingolstadt (3°) | ZSC Lions (2°)                                | EHV Sabres Wien                               | ZSC Lions                                                                   | ESC Planegg/Würmtal                                                         |
| 2016-2017 | 9                                             | Austrian Select I () Austrian Select II () Aisulu Almaty (3°) KMH Budapest (4°) EV Bozen Eagles (5°) SKP Bratislava (6°)    | ECDC Memmingen (1°) ESC Planegg/Würmtal (2°) ERC Ingolstadt (3°) | -                                             | ECDC Memmingen                                | Il mancato recupero di alcuni incontri ha lasciato la classifica incompleta | Il mancato recupero di alcuni incontri ha lasciato la classifica incompleta |
| 2017-2018 | 8                                             | EV Bozen Eagles (1°) DEC Salzburg Eagles (2°) KMH Budapest (4°) EHV Sabres Wien (5°) Aisulu Almaty (6°)                     | ESC Planegg/Würmtal (1°) ERC Ingolstadt (2°) ECDC Memmingen (3°) | -                                             | KMH Budapest                                  | ECDC Memmingen                                                              | ESC Planegg/Würmtal                                                         |
| 2018-2019 | 8                                             | EHV Sabres Wien (1°) EV Bozen Eagles (2°) KMH Budapest (3°) DEC Salzburg Eagles (4°) Aisulu Almaty (5°) SKP Bratislava (6°) | ECDC Memmingen (1°) ESC Planegg/Würmtal (2°)                     | -                                             | EHV Sabres Wien                               | ECDC Memmingen                                                              | ESC Planegg/Würmtal                                                         |
| 2019-2020 | 9                                             | KMH Budapest (1°) EHV Sabres Wien (2°) Aisulu Almaty (4°) DEC Salzburg Eagles (5°) MAC Budapest (7°)                        | ECDC Memmingen (1°) ESC Planegg/Würmtal (2°) ERC Ingolstadt      | SKP Bratislava                                | KMH Budapest                                  | ESC Planegg/Würmtal                                                         | Vienna Sabres                                                               |
| 2020-2021 | Cancellata a causa della pandemia di COVID-19 | Cancellata a causa della pandemia di COVID-19                                                                               | Cancellata a causa della pandemia di COVID-19                    | Cancellata a causa della pandemia di COVID-19 | Cancellata a causa della pandemia di COVID-19 | Cancellata a causa della pandemia di COVID-19                               | Cancellata a causa della pandemia di COVID-19                               |
| 2021-2022 | 12                                            | KMH Budapest EHV Sabres Wien Aisulu Almaty DEC Salzburg Eagles MAC Budapest Budapest JA SKP Bratislava                      | ECDC Memmingen ESC Planegg/Würmtal ERC Ingolstadt                | Neuchatel Hockey Academy SH Majadahonda       | KMH Budapest                                  | MAC Budapest                                                                | ECDC Memmingen                                                              |
| 2022-2023 | 8                                             | Hokiklub Budapest Austrian Select Aisulu Almaty MAC Budapest Budapest JA PSRZ Bratislava                                    | ECDC Memmingen ESC Planegg/Würmtal                               | -                                             | Hokiklub Budapest                             | MAC Budapest                                                                | ECDC Memmingen                                                              |
| 2023-2024 | 9                                             | Hokiklub Budapest Graz Huskies Lakers Kärnten Aisulu Almaty MAC Budapest Budapest JA PSRZ Bratislava                        | ECDC Memmingen                                                   | EV Zug                                        | ECDC Memmingen                                | MAC Budapest                                                                | EV Zug                                                                      |
| 2024-2025 | 10                                            | Hokiklub Budapest St. Pölten Sabres Lakers Kärnten Aisulu Almaty MAC Budapest Budapest JA PSRZ Bratislava                   | ECDC Memmingen ERC Ingolstadt                                    | EV Zug                                        |                                               |                                                                             |                                                                             |